# Хаген из Тронье
Хаген из Тронье (нем. Hagen von Tronje, Hagen von Troia) — персонаж германско-скандинавского эпоса (в частности: «Песнь о Хёгни, убийце Сигурда», «Сага о Тидреке Бернском») и один из ведущих персонажей «Песни о Нибелунгах». Hagen — германская форма его имени, средневерхненемецкая — Hagene, скандинавская — Högni или Hogni.

## Хаген в «Песни о Нибелунгах»

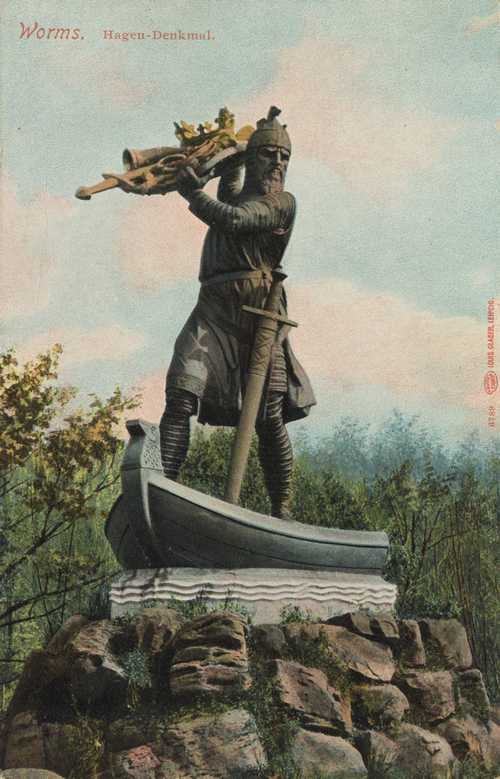
«Хаген бросает золото в Рейн». Памятник в Вормсе.

В «Песни о Нибелунгах» Хаген фигурирует как Хаген из Тронье. Тронье иногда отождествляется с городом Троген в Бельгии, иногда — с мифологической Троей. В поэме «Вальтарий» IX века он упоминается как «потомок троянского рода». В молодости Хаген воспитывался у короля гуннов Этцеля (Аттилы), отчего обладает знаниями о гуннах. В поэме Ортвин Мецский называет его «дядей» (стих 83).
Хагену вообще присуще мифическое всезнание. Например, в 3-й авентюре «Песни о Нибелунгах» (эта поэма включает в себя 39 частей, которые называются авентюрами) король Гунтер посылает за Хагеном в момент приезда Зигфрида, и Хаген с первого взгляда узнаёт Зигфрида (хотя, как сам заявляет, ранее его не видел) и выдаёт о нём подробную информацию. В 24-й авентюре Хаген предсказывает гибель бургундов в стране гуннов. В 25-й авентюре он совершает эпический подвиг: в одиночку перевозит 10-тысячный отряд бургундов через Дунай.
Образ Хагена сложен и неоднозначен. В первой части «Песни…» он скорее отрицательный персонаж — основной двигатель конфликта между Зигфридом и Гунтером. Именно он наводит королей на мысль убить Зигфрида и организует это убийство, коварно выведывает уязвимое место на теле Зигфрида у его жены и поражает его копьём в спину; именно он подбрасывает труп Зигфрида на порог дома Кримхильды.
Однако во второй части поэмы Хаген совершает подвиг с переправой через Дунай, узнаёт будущее бургундов у предсказательниц, под страхом смерти отказывается выдать Кримхильде тайну клада Нибелунгов. Хаген демонстрирует черты доблестного воина и верного товарища, но от этого не делается менее коварным и жестоким: убивает юного сына Этцеля, без какой-либо причины отрубает руку придворному скрипачу (ср. с Карной «Махабхараты», также сочетающим доблесть с жестокостью). Хаген погибает позорной смертью (от руки женщины), которая ужасает Хильдебранда и Этцеля. Хильдебранд произносит: «Себе я не прощу, коль за бойца из Тронье сполна не отомщу» — и убивает Кримхильду в присутствии её мужа, причём последний не противодействует. Кримхильда (положительный персонаж первой части поэмы) понесла заслуженную смерть за убийство Хагена (отрицательного персонажа первой части поэмы).
Когда Зигфрид собирается ехать в страну бургундов, его отец отдельно предупреждает его о Хагене:

Но помни: люди Гунтера спесивы и горды,

А смелый Хаген стоит всех прочих, взятых вместе.

Ревниво он печётся о королевской чести

Гляди, мой сын, чтоб ссоры у вас не вышло с ним,

Коль мы к такой красавице посвататься решим.

(строфы 53—54)

## Хаген в скандинавском эпосе
В скандинавских версиях Хаген (Хёгни) — часто положительный персонаж, в основной массе песен «Старшей Эдды» он не убивает Сигурда-Зигфрида, а даже заступается за него перед своим старшим братом. В «Краткой песни о Сигурде» Хёгни пытается отговорить Гуннара от злодейского убийства их побратима Сигурда:

Не подобает нам

Так поступать —

Мечом рассечь

Нами данные клятвы.

Исключением является песня «Речи Хамдира», древнейшая в Эдде, где упоминается «Подвиг Хёгни»:

Хамдир сказал, 

духом отважный: 

«Не похвалила б ты 

подвига Хёгни, 

когда они Сигурда 

сон прервали, 

ты сидела на ложе, 

а убийцы смеялись».

Но и в этой песне «Старшей Эдды» главным виновником убийства предстаёт не Хёгни, а его старший брат: «Сигурд скончался… — в том Гуннар виновен!».
В «Саге о Тидреке» Хаген-Хёгни — сын сверхъестественного существа альба и матери королей Бургундии, то есть приходится единоутробным братом бургундским королям. В такой трактовке поведение Хагена обретает мифический смысл: он не просто убивает Сигурда, а мстит ему за альбов, у которых Сигурд отнял клад. Таким образом, он является своего рода орудием, несущим смерть обладателям проклятого клада.
В исландской «Песне об Атли» (IX в.) и в «Речах Атли» (XII в.) Хёгни умирает мучительной смертью: ему вырезают сердце:

«Пусть сердце Хёгни

в руке моей будет,

сердце кровавое

сына конунга,

острым ножом

из груди исторгнуто».

В гренландской «Песне об Атли» сохранилась более древняя версия смерти Хагена. Основное различие заключается в том, что в «Песни об Атли» Гудрун мстит своему мужу Атли за то, что он убил её братьев Гуннара и Хёгни, тогда как в «Песне о Нибелунгах» Кримхильда (Гудрун), наоборот, мстит братьям за то, что они убили её мужа Зигфрида (Сигурда). Более древняя форма сказания отражает мораль родового общества (братья ближе мужа), менее древняя — мораль феодального общества (муж ближе братьев).

## В массовой культуре

### В музыке
- Хаген представлен главным сосредоточением зла в музыкальной драме Рихарда Вагнера «Гибель богов». Он является сыном злобного нибелунга Альбериха и Гримгильды (матери Гунтера). С целью заполучить кольцо, выкованное его отцом и хранимое Зигфридом, Хаген при помощи различных манипуляций узнаёт уязвимое место героя и убивает его; однако, пытаясь захватить кольцо после гибели Брунгильды в огне, которая сняла перстень с пальца мертвого Зигфрида, сам находит кончину в водах Рейна.

### В литературе
- В 1986 году вышел в свет роман в жанре фэнтези немецкого писателя Вольфганга Хольбайна «Хаген из Тронье» (Hagen von Tronje), который автор, написавший более 200 книг, называет наиболее любимым из своих произведений.
- Имя «Хаген» из поэмы заимствовал Ник Перумов для своего персонажа в романе «Гибель богов» из цикла «Летописи Хьёрварда» — прирождённого воина и ученика Истинного Мага Хедина.
- Центральный персонаж серии книг "Шаблон:Файролл" Андрея Васильева – Хейген, был известен на Роттермарке как "Лерд Хейген из Тронье".
- «Хаген» – модель тяжёлого истребителя в цикле произведений Александра Зорича «Завтра война».

### В кино
- 1924 — «Нибелунги» / «Die Nibelungen: Siegfried» (Веймарская республика) режиссёр Фриц Ланг, в роли Хагена — Ганс Адальберт Шлеттов.
- 1966 — «Нибелунги: Зигфрид» / «Die Nibelungen, Teil 1 — Siegfried» (ФРГ, Югославия) режиссёр Харальд Райнль, в роли Хагена — Зигфрид Вишневски.
- 1967 — «Нибелунги: Месть Кримхильды» / «Die Nibelungen, Teil 2 — Kriemhilds Rache» (ФРГ, Югославия) режиссёр Харальд Райнль, в роли Хагена — Зигфрид Вишневски.
- 2004 — «Кольцо Нибелунгов», режиссёр Ули Эдель, в роли Хагена — Джулиан Сэндс.
- 2024 — «Хаген. В долине Нибелунгов». Экранизация романа Вольфганга Хольбайна.